# Arženjak Mali
Koordinati:   42°46′58″N, 16°59′12″E
Arženjak Mali je majhen nenaseljen otoček v Jadranskem morju.
Pripada Hrvaški.
Arženjak Mali leži v skupini otočkov z imenom Lastovnjaci okoli 4,3 km severovzhodno od otoka Lastovo. Površina otočka meri 0,035 km². Dolžina obalnega pasu je 0,79 km.